# ميريديان (أيداهو)
ميريديان هي ثاني كبرى مدن مقاطعة أدا في ولاية أيداهو الأمريكية وهي ثالث كبرى مدن الولاية

## التركيبة السكانية
قام مكتب تعداد الولايات المتحدة بتحديد بيانات التركيبة السكانية لميريديان في تعداد الولايات المتحدة. في ما يلي، التركيبة السكانية حسب تعدادي 2000 و2010.

### تعداد عام 2000
بلغ عدد سكان ميريديان 34,919 نسمة بحسب تعداد عام 2000، وبلغ عدد الأسر 11,829 أسرة وعدد العائلات 9,515 عائلة مقيمة في المدينة.
وتوزع التركيب العرقي للمدينة بنسبة 96.3% من البيض و1% من الأمريكيين الأصليين و2% من الأمريكيين ذوي الأصول الآسيوية و0.3% من سكان جزر المحيط الهادئ و0.7% من الأمريكيين الأفارقة و1.9% من الأعراق الأخرى و2.12% من عرقين مختلطين أو أكثر. فيما شكل الهسبانيون أو اللاتينيون من أي عرق نسبة 3.7% من السكان.
بلغ عدد الأسر 11,829 أسرة كانت نسبة 49% منها لديها أطفال تحت سن الثامنة عشر تعيش معهم، وبلغت نسبة الأزواج القاطنين مع بعضهم البعض 68.4% من أصل المجموع الكلي للأسر، ونسبة 8.8% من الأسر كان لديها معيلات من الإناث دون وجود شريك، وكانت نسبة 19.6% من غير العائلات. تألفت نسبة 14.5% من أصل جميع الأسر من أفراد ونسبة 4.3% كانوا يعيش معهم شخص وحيد يبلغ من العمر 65 عاماً فما فوق. وبلغ متوسط حجم الأسرة المعيشية 3.26، أما متوسط حجم العائلات فبلغ 2.93.
بلغ العمر الوسطي للسكان 30 عاماً. وكانت نسبة 33.7% من القاطنين تحت سن الثامنة عشر، وكانت نسبة 6.9% بين الثامنة عشر والأربعة وعشرون عاماً، ونسبة 37.1% كانت واقعةً في الفئة العمرية ما بين الخامسة والعشرين حتى الرابعة والأربعين عاماً، ونسبة 15.8% كانت ما بين الخامسة والأربعين حتى الرابعة والستين، ونسبة 6.4% كانت ضمن فئة الخامسة والستين عاماً فما فوق. يوجد لكل 100 أنثى 96.4 ذكر، ويوجد لكل 100 أنثى في الثامنة عشر من عمرها فما فوق 93.7 ذكر.
بلغ متوسط دخل الأسرة في المدينة 53,276 دولار، أما متوسط دخل العائلة فبلغ 57,077 دولار. وكان متوسط دخل الذكور 40,360 دولار مقابل 27,174 دولار للإناث. وسجل دخل الفرد الخاص بالمدينة 20,150 دولار. وكانت نسبة 4.6% من العائلات ونسبة 5.6% من السكان تحت خط الفقر، وكان من هؤلاء نسبة 7.0% تحت سن الثامنة عشر ونسبة 7.6% في الخامسة والستين من العمر وما فوق.

### تعداد عام 2010
بلغ عدد سكان ميريديان 75,092 نسمة بحسب تعداد عام 2010، وبلغ عدد الأسر 25,302 أسرة وعدد العائلات 19,916 عائلة مقيمة في المدينة. في حين سجلت الكثافة السكانية 2,803.0 نسمة لكل ميل مربع (1,082.2/كم2). وبلغ عدد الوحدات السكنية 26,674 وحدة بمتوسط كثافة قدره 995.7 لكل ميل مربع (384.4/كم2).
وتوزع التركيب العرقي للمدينة بنسبة 92.0% من البيض و0.5% من الأمريكيين الأصليين و1.8% من الأمريكيين ذوي الأصول الآسيوية و0.1% من سكان جزر المحيط الهادئ و0.8% من الأمريكيين الأفارقة و2.9% من عرقين مختلطين أو أكثر.
بلغ عدد الأسر 25,302 أسرة كانت نسبة 47.6% منها لديها أطفال تحت سن الثامنة عشر تعيش معهم، وبلغت نسبة الأزواج القاطنين مع بعضهم البعض 63.9% من أصل المجموع الكلي للأسر، ونسبة 10.4% من الأسر كان لديها معيلات من الإناث دون وجود شريك، بينما كانت نسبة 4.4% من الأسر لديها معيلون من الذكور دون وجود شريكة وكانت نسبة 21.3% من غير العائلات. وبلغ متوسط حجم الأسرة المعيشية 3.33، أما متوسط حجم العائلات فبلغ 2.96.
بلغ العمر الوسطي للسكان 32.5 عاماً. وكانت نسبة 33.4% من القاطنين تحت سن الثامنة عشر، وكانت نسبة 6.6% بين الثامنة عشر والأربعة وعشرون عاماً، ونسبة 30.5% كانت واقعةً في الفئة العمرية ما بين الخامسة والعشرين حتى الرابعة والأربعين عاماً، ونسبة 20.7% كانت ما بين الخامسة والأربعين حتى الرابعة والستين، ونسبة 8.9% كانت ضمن فئة الخامسة والستين عاماً فما فوق. وتوزع التركيب الجنسي للسكان بنسبة 49.0% ذكور و51.0% إناث.

## الموقع الجغرافي
الموقع الجغرافي للمناطق المحيطة بهذه النقطة هو كالتالي: